# The Babylon Bee
A The Babylon Bee egy konzervatív keresztény hírszatíra weboldal, amely szatirikus cikkeket tesz közzé többek között vallási, politikai, aktuális eseményekről és közéleti személyiségekről. A The Onion keresztény, evangélikus vagy konzervatív változataként emlegetik.